# 罗贝尔埃斯帕尼 (默兹省)
罗贝尔埃斯帕尼（法語：Robert-Espagne）是法国默兹省的一个市镇，属于巴莱迪克区（Bar-le-Duc）巴勒迪克南县（Bar-le-Duc-Sud）。该市镇总面积7.33平方公里，2009年时的人口为829人。

## 人口
罗贝尔埃斯帕尼人口变化图示